# Oscar-díjak statisztikái: Rendezők 3 vagy több jelöléssel
Oscar-díj statisztikák: Rendezők 3 vagy több jelöléssel. Néhány filmrendező több mint három alkalommal is jelölve volt Oscar-díjra.

## Jelöltek
(A győzelmek félkövérrel vannak jelölve.)

### 12 jelölés
- William Wyler
  - Az élnivágyó asszony, 1936
  - Üvöltő szelek, 1939
  - A levél, 1940
  - A kis rókák, 1941
  - Mrs. Miniver, 1942
  - Életünk legszebb évei, 1946
  - The Heiress, 1949
  - Detective Story, 1951
  - Római vakáció, 1953
  - Szemben az erőszakkal, 1956
  - Ben-Hur, 1959
  - A lepkegyűjtő, 1965

### 8 jelölés
- Martin Scorsese
  - Dühöngő bika, 1980
  - Krisztus utolsó megkísértése, 1988
  - Nagymenők, 1990
  - New York bandái, 2002
  - Aviátor, 2004
  - A tégla, 2006
  - A leleményes Hugo, 2011
  - A Wall Street Farkasa, 2013
- Billy Wilder
  - Gyilkos vagyok, 1944
  - Férfiszenvedély, 1945
  - Alkony sugárút, 1950
  - A 17-es fogolytábor, 1953
  - Sabrina, 1954
  - A vád tanúja, 1957
  - Van, aki forrón szereti, 1959
  - Legénylakás, 1960

### 7 jelölés
- Woody Allen
  - Annie Hall, 1977
  - Belső terek, 1978
  - Broadway Danny Rose, 1984
  - Hannah és nővérei, 1986
  - Bűnök és vétkek, 1989
  - Lövések a Broadwayn, 1994
  - Éjfélkor Párizsban, 2011
- David Lean
  - Késői találkozás, 1945
  - Szép remények, 1946
  - Velence, nyár, szerelem, 1955
  - Híd a Kwai folyón, 1957
  - Arábiai Lawrence, 1962
  - Doktor Zsivágó, 1965
  - Út Indiába, 1984
- Steven Spielberg
  - Harmadik típusú találkozások, 1977
  - Az elveszett frigyláda fosztogatói, 1981
  - E. T., a földönkívüli, 1982
  - Schindler listája, 1993
  - Ryan közlegény megmentése, 1998
  - München, 2005
  - Lincoln, 2013
- Fred Zinnemann
  - The Search, 1949
  - Délidő, 1952
  - Most és mindörökké, 1953
  - Egy apáca története, 1959
  - Csavargók, 1960
  - Egy ember az örökkévalóságnak, 1966
  - Júlia, 1977

### 6 jelölés
- Clarence Brown
  - Anna Christie 1929
  - Romance, 1929
  - Egy szabad lélek, 1930
  - Emberi színjáték, 1943
  - A nagy derby, 1945
  - Az őzgida, 1946
- Frank Capra
  - Lady egy napra, 1933
  - Ez történt egy éjszaka, 1934
  - Váratlan örökség, 1936
  - Így élni jó, 1938
  - Becsületből elégtelen, 1939
  - Az élet csodaszép, 1946

### 5 jelölés
- Robert Altman
  - MASH, 1970
  - Nashville, 1975
  - A játékos, 1992
  - Rövidre vágva, 1993
  - Gosford Park, 2001
- George Cukor
  - Fiatal asszonyok, 1933
  - Philadelphiai történet, 1940
  - Kettős élet, 1947
  - Born Yesterday, 1950
  - My Fair Lady, 1964
- Michael Curtiz
  - Halálfejes lobogó, 1935
  - Mocskos arcú angyalok, 1938
  - Négy lány, 1938
  - Yankee Doodle Dandy, 1942
  - Casablanca, 1943
- John Ford
  - A besúgó, 1935
  - Hatosfogat, 1939
  - Érik a gyümölcs, 1940
  - Hová lettél, drága völgyünk?, 1941
  - A nyugodt férfi, 1952
- Alfred Hitchcock
  - A Manderley-ház asszonya, 1940
  - Mentőcsónak, 1944
  - Elbűvölve, 1945
  - Hátsó ablak, 1954
  - Psycho, 1960
- John Huston
  - A Sierra Madre kincse, 1948
  - Aszfaltdzsungel, 1950
  - Afrika királynője, 1951
  - Moulin Rouge, 1952
  - A Prizzik becsülete, 1985
- Elia Kazan
  - Úri becsületszó, 1947
  - A vágy villamosa, 1951
  - A rakparton, 1954
  - Édentől keletre, 1955
  - Amerika, Amerika, 1963
- Frank Lloyd
  - The Divine Lady, 1928/29
  - Weary River, 1928/29 (Ebben az évben nem voltak hivatalos jelölések)
  - Drag, 1928/29 (Ebben az évben nem voltak hivatalos jelölések)
  - Kavalkád, 1932/33
  - Lázadás a Bountyn, 1935
- George Stevens
  - The More the Merrier, 1943
  - A Place in the Sun, 1951
  - Idegen a cowboyok közt, 1953
  - Óriás, 1956
  - Anna Frank naplója, 1959
- King Vidor
  - Tömeg, 1928
  - Hallelujah, 1929
  - A bajnok, 1931
  - A citadella, 1938
  - Háború és béke, 1956

### 4 jelölés
- Francis Ford Coppola
  - A keresztapa, 1972
  - A keresztapa II., 1974
  - Apokalipszis most, 1979
  - A keresztapa III., 1990
- Clint Eastwood
  - Nincs bocsánat, 1992
  - Titokzatos folyó, 2003
  - Millió dolláros bébi, 2005
  - Levelek Ivo Dzsimáról, 2006
- Federico Fellini
  - Édes élet, 1961
  - 8 és 1/2, 1963
  - Satyricon, 1970
  - Amarcord, 1975
- Stanley Kubrick
  - Dr. Strangelove, avagy rájöttem, hogy nem kell félni a bombától, meg is lehet szeretni, 1964
  - 2001: Űrodüsszeia, 1968
  - Mechanikus narancs, 1971
  - Barry Lyndon, 1975
- Sidney Lumet
  - Tizenkét dühös ember, 1957
  - Kánikulai délután, 1975
  - Hálózat, 1976
  - Az ítélet, 1982
- Joseph L. Mankiewicz
  - A Letter to Three Wives, 1949
  - Mindent Éváról, 1950
  - Öt ujj, 1952
  - Mesterdetektív, 1972
- Mike Nichols
  - Nem félünk a farkastól, 1966
  - Diploma előtt, 1967
  - Silkwood, 1983
  - Dolgozó lány, 1988
- Peter Weir
  - A kis szemtanú, 1985
  - Holt költők társasága, 1989
  - Truman Show, 1998
  - Kapitány és katona: A világ túlsó oldalán, 2003

### 3 jelölés
- Ingmar Bergman
  - Suttogások és sikolyok, 1972
  - Ansikte mot ansikte, 1976
  - Fanny és Alexander, 1984
- Richard Brooks
  - Macska a forró bádogtetőn, 1958
  - Szerencsevadászok, 1966
  - Hidegvérrel, 1967
- Miloš Forman
  - Száll a kakukk fészkére, 1975
  - Amadeus, 1984
  - Larry Flynt, a provokátor, 1996
- Bob Fosse
  - Kabaré, 1972
  - Lenny, 1974
  - Mindhalálig zene, 1979
- James Ivory
  - Szoba kilátással, 1986
  - Szellem a házban, 1992
  - Napok romjai, 1993
- Norman Jewison
  - Forró éjszakában, 1967
  - Hegedűs a háztetőn, 1971
  - Holdkórosok, 1987
- Stanley Kramer
  - A megbilincseltek, 1958
  - Ítélet Nürnbergben, 1961
  - Találd ki, ki jön vacsorára!, 1967
- David Lynch
  - Az elefántember, 1980
  - Kék bársony, 1986
  - Mulholland Drive – A sötétség útja, 2001
- Leo McCarey
  - Kár volt hazudni, 1937
  - A magam útját járom, 1944
  - A Szent Mary harangjai, 1945
- Lewis Milestone
  - Two Arabian Knights, 1928
  - Nyugaton a helyzet változatlan, 1930
  - Címlapsztori, 1931
- Arthur Penn
  - A csodatevő, 1962
  - Bonnie és Clyde, 1967
  - Alice étterme, 1969
- Roman Polański
  - Kínai negyed, 1974
  - Egy tiszta nő, 1980
  - A zongorista, 2002
- Sydney Pollack
  - A lovakat lelövik, ugye?, 1969
  - Aranyoskám, 1982
  - Távol Afrikától, 1985
- Carol Reed
  - Ledőlt bálvány, 1949
  - A harmadik ember, 1950
  - Olivér, 1968
- John Schlesinger
  - Darling, 1965
  - Éjféli cowboy, 1969
  - Vasárnap, átkozott vasárnap, 1971
- Ridley Scott
  - Thelma és Louise, 1991
  - Gladiátor, 2000
  - A Sólyom végveszélyben, 2001
- Oliver Stone
  - A szakasz, 1986
  - Született július 4-én, 1989
  - JFK – A nyitott dosszié, 1991
- William A. Wellman
  - A Star Is Born, 1937
  - Csatatér, 1949
  - The High and Mighty, 1954
- Robert Wise
  - Élni akarok!, 1958
  - West Side Story, 1961 (megosztva Jerome Robbinsszal)
  - A muzsika hangja, 1965
- Sam Wood
  - Isten vele, tanár úr!, 1939
  - Leánysors, 1940
  - Királyok sora, 1942